# Leiva (cantante)
José Miguel Conejo Torres (Madrid, 30 de abril de 1980), conocido como Leiva, es un cantautor y multiinstrumentista español de rock. En 1999, formó junto a Rubén Pozo la banda de pop rock Pereza, con la que grabó seis discos hasta su separación en 2011. Tras la disolución del grupo, inició una carrera como solista de rock alternativo, en la que lleva seis discos de estudio y un directo, titulado Madrid Nuclear. Su último trabajo, bautizado como Gigante, salió a la venta el 4 de abril de 2025.

## Biografía
Nació en Paseo de la Alameda en el noreste de Madrid, en el barrio de la Alameda de Osuna, donde estudió en el Colegio Público Villa de Madrid. Actualmente es conocido bajo el nombre artístico de Leiva. 
Es hermano del también músico Juancho, cantante de la banda Sidecars, de la cual Leiva ha producido dos discos.
Leiva es hijo de Pablo José Conejo Pérez, un periodista, poeta y escritor español.ref>«Lo desconocido del cantante Leiva: Su vínculo con el PSOE y fiel al Atlético de Madrid».</ref> A lo largo de su carrera, Conejo Pérez ha trabajado en el ámbito agroalimentario y literario, destacándose como director de comunicación del Ministerio de Agricultura, Pesca y Alimentación y formando parte del equipo negociador en materia agrícola de la adhesión de España a la Unión Europea en 1985. Además, ha sido galardonado con varios premios literarios y ha publicado obras como Crónica de los años olvidados.

### Con Pereza
Sus inicios en el mundo de la música se produjeron en Olías del Rey (Toledo), el pueblo de su padre, tocando para las fiestas en verano de 1994. Luego comenzó a formar parte de la banda Malahierba, en la que tocaba la batería. En 1998 formó una banda con el vocalista y guitarrista Rubén Pozo y el batería Tuli con la intención de hacer versiones del grupo Leño, y que posteriormente evolucionaría y se convertiría en la banda Pereza, cuyo primer disco, Pereza, fue publicado en 2001, aunque sin mucho éxito.
A partir del segundo disco, Algo para cantar (2003), la formación del grupo se reduce a dos, Leiva y Rubén, y es a partir de aquí y sobre todo con el siguiente disco, Animales (2005), cuando alcanza notoriedad. Después de estos discos publicarían tres más, Los amigos de los animales (2006), Aproximaciones (2007) y Aviones (2009).
Cabe destacar que su éxito traspasa fronteras, especialmente en Argentina, donde harán varios conciertos, varias visitas al país en diferentes años y cuyo broche de oro podría ubicarse en la actuación que Pereza ofrece junto a Joaquín Sabina en el Estadio La Bombonera de Buenos Aires. 

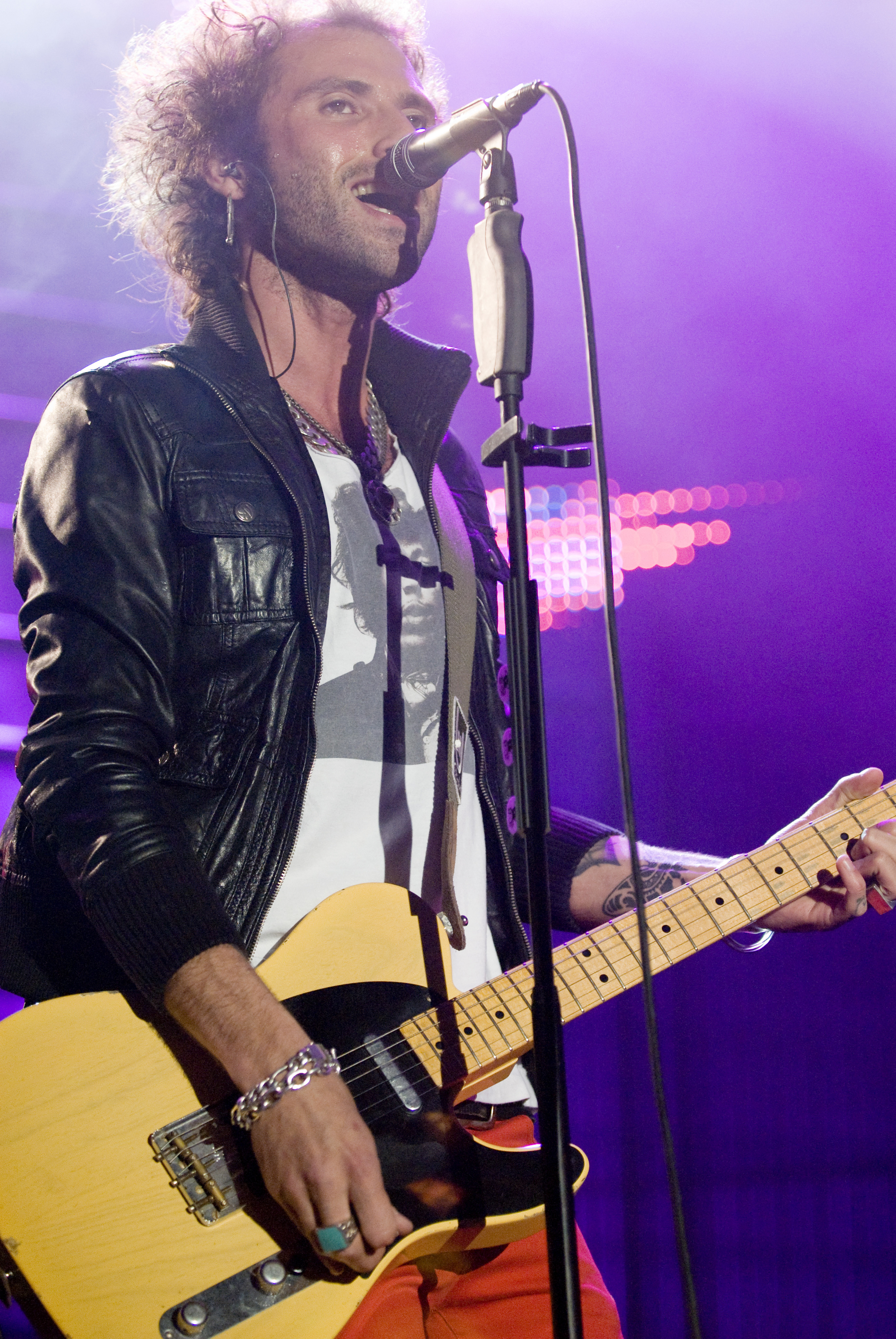
Leiva en su etapa de Pereza (2008).

Finalmente, en septiembre de 2011, la banda emite un comunicado donde expresa que decide separarse y seguir sus carreras por diferentes caminos. Su última actuación juntos como banda tuvo lugar en junio de 2012 en el Palacio de Vistalegre.

### En solitario
En 2010 realiza la banda sonora de la película de Achero Mañas, Todo lo que tú quieras.
El álbum debut en solitario de Leiva, Diciembre, fue publicado en 2012, siendo producido por él mismo. Recibió críticas positivas y reconocimientos, como votado a Mejor Disco del Año por los lectores de Rolling Stone, nominado a Mejor Disco de Rock por los Grammy Latinos y elegido por iTunes España como Disco Nacional del Año. Además, Diciembre se volvió disco de oro y quedó en el puesto 47 de los álbumes más vendidos de dicho país en 2012.
Cabe destacar que durante su trayectoria fuera de Pereza, Leiva no actúa solo. Rodeado de antiguos miembros de su anterior banda y otros que se incorporaron al proyecto, se creó la Leiband, grupo de músicos que le acompañan en las giras y en sus siguientes trabajos desde entonces. 

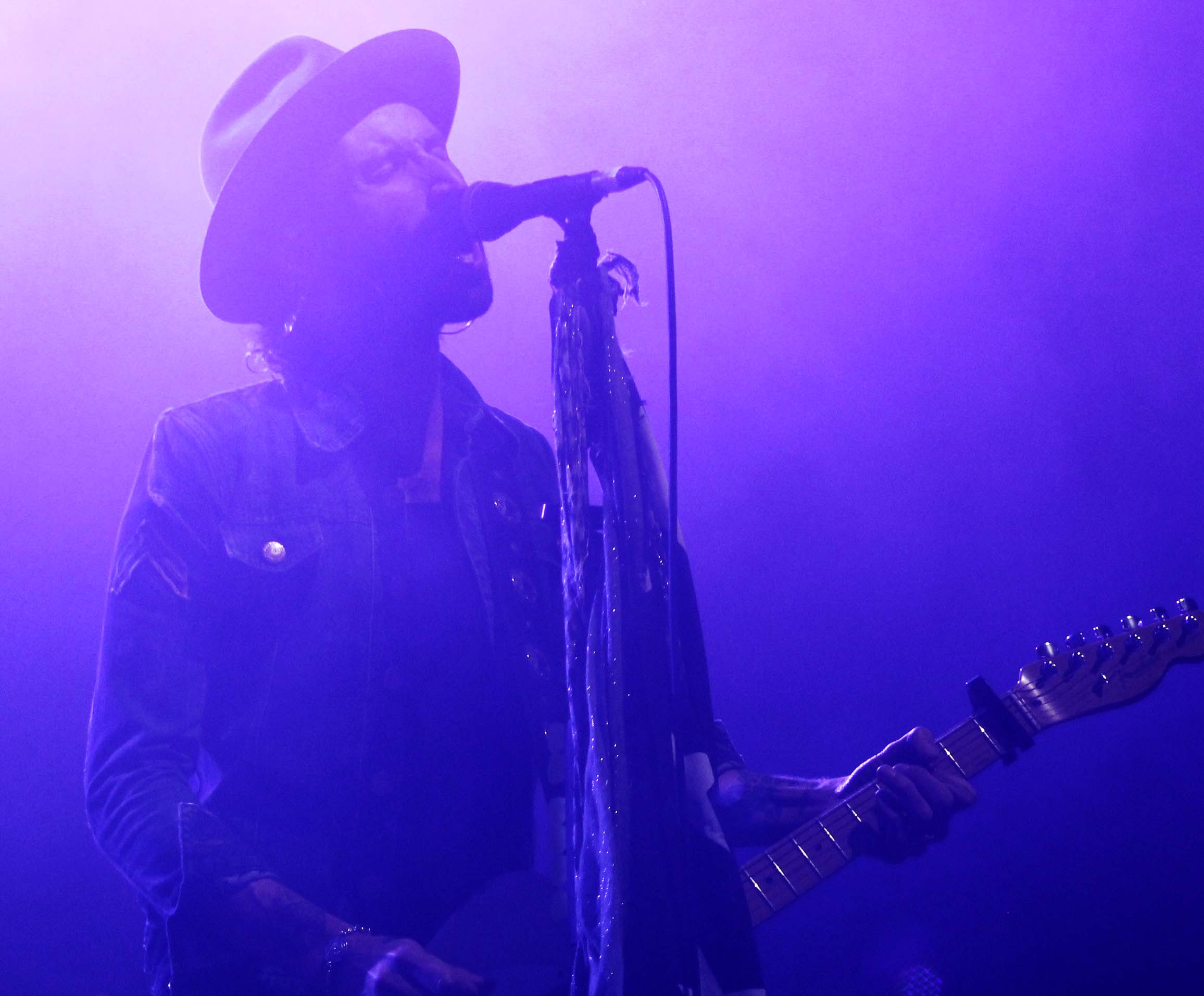
Leiva durante un concierto en 2014

En enero de 2014 sale a la luz su segundo álbum en solitario, titulado Pólvora, una coproducción con el músico español Carlos Raya y Joe Blaney como encargado de sonido. Leiva recibe el disco de oro con Pólvora y Diciembre después de un mes de haber lanzado el disco y tras permanecer durante dos semanas en el número 1 de álbumes más vendidos de España.
En junio de 2014, la icónica banda británica The Rolling Stones decide contar con él y la Leiband para la apertura de su concierto en el Estadio Santiago Bernabéu de Madrid.
En agosto de 2016, Leiva lanza su tercer disco en solitario, Monstruos, producido por Carlos Raya  y con Joe Blaney como ingeniero de sonido. El álbum se convierte en disco de oro en 2017. Además, varios temas de este trabajo logran la primera posición de las listas de las emisoras musicales españolas más importantes. 
En ese mismo año, marcado por una exitosa gira por España y Sudamérica, produce el disco de Abel Pintos, 11, además del de Joaquín Sabina, Lo niego todo. Ambos trabajos resultaron ser exitosos, siendo positiva la crítica y la respuesta del público.
Para culminar un gran 2017, compone la banda sonora de la película La llamada. La canción principal, que comparte nombre con la obra de Javier Ambrossi y Javier Calvo, es nominada a diversos premios como los X Premios Gaudí o los XXXII Premios Goya, siendo galardonado con este último a Mejor canción original. Más tarde, la canción fue certificada como Disco de Platino tras vender más de 40.000 copias.
En diciembre de 2018, Leiva anuncia la salida de un nuevo disco en 2019 titulado Nuclear.
Durante tres meses, hasta febrero de 2019, el cantante estrena cuatro singles pertenecientes a dicho álbum, No te preocupes por mí, Nuclear, Lobos y En el espacio; puesto en venta el 22 de marzo.
Su estreno en directo del Tour Nuclear se produjo en Madrid y fue el único concierto de esa gira porque apareció el covid-19 en escena.
Tras el éxito cosechado por su participación en la película de Javier Calvo & Javier Ambrossi, conocidos como Los Javis en La llamada, el 4 de octubre de 2020, lanzó un nuevo sencillo: Nunca debiste cruzar el Mississippi como parte de la banda sonora de la exitosa serie de televisión para Atresplayer Premium (Atresmedia) titulada: Veneno.
En septiembre de 2021, Leiva anunció un nuevo álbum titulado Cuando te muerdes el labio. El primer single del disco fue Histéricos junto a la cantante Ximena Sariñana. El disco lo componen 14 temas, interpretados junto a 14 compañeras hispano-latinas. Un álbum grabado en Ciudad de México con Adan Jodorowsky, en la producción y en Madrid con Carlos Raya, mezclado en el estudio Sonic Ranch situado en El Paso (Texas). El diseño del formato físico fue obra de Boa Mistura.
El 28 de febrero de 2025 ve la luz Caída libre, feat. Robe Iniesta, que formará parte del próximo disco de Leiva, que ha compuesto para ayudar a mejorar el ánimo de un amigo del alma. Leiva cumple, así, uno de los sueños de su vida: colaborar con uno de sus referentes en la música. Con este tema alcanza el número 1 en tendencias el día de su estreno.
El día 4 de abril se estrena su sexto trabajo de estudio, Gigante. Como avance del álbum, estrena 4 singles cuyos vídeos están grabados en plano secuencia, que son Gigante, Bajo presión, Ángulo muerto y El polvo de los días raros.

## Vida personal
Desde siempre ha mantenido perfil bajo en cuanto a su vida privada. Fue pareja de la cantaora Alba Molina, la actriz Michelle Jenner y su última relación fue con Macarena García, relación que empezó en 2014 hasta el 2022.

## Discografía

### Álbumes

#### Con Pereza
- 2001: Pereza (único álbum del trío Rubén, Leiva y Tuli)
- 2002: Algo para cantar (primer álbum del dúo Rubén y Leiva)
- 2003: Algo para encantar (DVD)
- 2004: Algo para cantar (edición especial)
- 2005: Animales
- 2005: Princesas (DVD)
- 2006: Los amigos de los animales (+DVD)
- 2006: Barcelona (DVD + CD)
- 2007: Aproximaciones
- 2009: Baires (libro CD y DVD)
- 2009: Aviones (+DVD)
- 2010: 10 años.

#### En solitario
- 2012:  Diciembre
- 2014:  Pólvora
- 2016:  Monstruos
- 2019:  Nuclear
- 2020:  Madrid Nuclear (En vivo)
- 2021:  Cuando Te Muerdes el Labio
- 2025:  Gigante

#### Con The Guapos
- 2023: Hey!!!

### Sencillos
- 2012:  Nunca nadie
- 2012:  Eme
- 2014:  Afuera en la ciudad
- 2014:  Terriblemente cruel
- 2015:  Sixteen (con Carlos Tarque y Fito)
- 2016:  Sincericidio
- 2017:  La llamada
- 2018:  No te preocupes por mí
- 2019:  Nuclear
- 2019:  Lobos
- 2019:  En el espacio
- 2019:  Superpoderes
- 2019:  Como si fueras a morir mañana
- 2019:  Godzilla  (con Ximena Sariñana y Enrique Bunbury)
- 2020:  Mi Pequeño Chernóbil
- 2020:  La Estación Eterna
- 2020:  Nunca Debiste Cruzar el Mississippi
- 2021:  Solaris
- 2021:  Histéricos  (con Ximena Sariñana)
- 2021: Iceberg con (Fer Casillas)
- 2021:  Stranger Things  (con Zahara)
- 2021:  Flecha (con Elsa y ElMar)
- 2021:  Premio de Consolación (con Natalia Lacunza)
- 2023:  Jaula de oro (con Conociendo Rusia)
- 2023:  Nunca te quise (con The Guapos)
- 2023:  Soy un guapo (con The Guapos)
- 2024:  Gigante
- 2024:  Bajo Presión
- 2024:  Ángulo Muerto
- 2024:  El Polvo de los días raros
- 2025: Caída Libre (con Robe Iniesta)

### Como productor
- 2008: Sidecars - Sidecars
- 2010: Cremalleras - Sidecars
- 2012:  Diciembre - Leiva
- 2016: 11 - Abel Pintos
- 2017: Lo niego todo - Joaquín Sabina
- 2023: Acantilados - Los Zigarros

## Premios
Premios Goya
| Año  | Categoría              | Película   | Canción      | Resultado |
| ---- | ---------------------- | ---------- | ------------ | --------- |
| 2018 | Mejor canción original | La llamada | «La llamada» | Ganador   |

| Año  | Categoría              | Película          | Canción             | Resultado |
| ---- | ---------------------- | ----------------- | ------------------- | --------- |
| 2023 | Mejor canción original | Sintiéndolo mucho | «Sintiéndolo mucho» | Ganador   |

Premios LOS40 Music Awards
| Año  | Categoría               | Canción                    | Resultado | Ref.   |
| ---- | ----------------------- | -------------------------- | --------- | ------ |
| 2016 | Artista o grupo del año | N/A                        | Ganador   | [ 16 ] |
| 2017 | Videoclip del año       | «La lluvia en los zapatos» | Ganador   | [ 16 ] |
| 2018 | Canción del año         | «La llamada»               | Nominado  | [ 16 ] |
| 2019 | Grabación del año       | «Nuclear»                  | Ganador   | [ 16 ] |

Premios MTV EMA
| Año  | Categoría             | Resultado | Ref.   |
| ---- | --------------------- | --------- | ------ |
| 2020 | Mejor artista español | Nominado  | [ 17 ] |